# Christian Maillet
Christian Maillet, né le 27 avril 1942 et mort le 1er septembre 1994, est un acteur, critique littéraire, musicien et enseignant belge.

## Biographie
Christian Maillet naît le 27 avril 1942 d'un père bibliothécaire. Après des études de piano, il commence la philologie romane, puis veut être cinéaste et s'inscrit à l'Institut des arts de diffusion (IAD) à Bruxelles, puis bifurque vers l'interprétation. Au théâtre, il joue notamment au Rideau de Bruxelles, au Varia et au théâtre de la Place à Liège. Il prête sa voix, grave et vibrante, à des émissions de radio.
Au cinéma, Christian Maillet joue, généralement des petits rôles, notamment pour Henri Xhonneux dans ses deux films de sexploitation (1970) : Brigade Anti-Sex et Et ma sœur ne pense qu'à ça, Jean Brismée dans La Plus Longue Nuit du diable (1971), Boris Szulzinger dans Les Tueurs fous (1972), Christian-Jaque dans Docteur Justice (1975), les frères Dardenne dans Falsch (1986), André Delvaux dans L'Œuvre au noir (1987) et Alain Robbe-Grillet dans Un bruit qui rend fou (1995).
Pendant une dizaine d'années, il interrompt sa carrière de comédien pour devenir lecteur aux Éditions Marabout et critique littéraire au quotidien bruxellois Le Soir. Il devient aussi professeur au Conservatoire royal de Mons, puis à l'IAD.
Parallèlement, en amateur de bande dessinée, il contribue au fanzine Ran Tan Plan en 1974. L'année suivante, il écrit sporadiquement pour les rubriques rédactionnelles du journal Tintin sur le fantastique et les romans policiers, puis il livre une dernière chronique en 1977. Ensuite, il écrit dans la rubrique Crible de la revue spécialisée Les Cahiers de la bande dessinée dans les nos 81 et 82 de 1988 où il analyse les œuvres de Fred, des frères Daniel et Alex Varenne ou encore Marc Sleen.

### Mort
Il meurt le 1er septembre 1994, à l'âge de 52 ans. La messe de funérailles de Christian Maillet a eu lieu le 5 septembre 1994 à la cathédrale Saints-Michel-et-Gudule de Bruxelles.

## Œuvre

### Au théâtre
- 1967 : L'Instruction[7] de Peter Weiss, mise en scène Pierre Laroche
- 1974 : Le Château d'après Franz Kafka, mise en scène Yvan Baudouin
- 1983 :	
  - La Colonie pénitentiaire  d'après Franz Kafka, mise en scène Henri Ronse
  - La Folle de Chaillot de Jean Giraudoux, mise en scène Bernard De Coster
  - Sainte Jeanne d'après George Bernard Shaw, mise en scène Adrian Brine
- 1984 : La Tosca  d'après Victorien Sardou, mise en scène Bernard De Coster
- 1986 : Les Pupilles du tigre de Paul Emond, mise en scène Philippe Sireuil
- 1987 :	
  - Les Irresponsables d'après Hermann Broch, mise en scène Henri Ronse
  - Camille de Pam Gems (en), mise en scène Jules-Henri Marchant
- 1988 : La Danse de mort[8] d’August Strindberg, mise en scène Philippe Sireuil
- 1989 : Le Balcon de Jean Genet, mise en scène Franz Marijnen
- 1990 : Les Caprices de Marianne d’Alfred de Musset, mise en scène Philippe Sireuil
- 1991 : La Mouette d’Anton Tchekhov, mise en scène Philippe Sireuil
- 1994 : Dans la solitude des champs de coton de Bernard-Marie Koltès, mise en scène Philippe Sireuil.

### Filmographie
Sauf indication contraire, les informations mentionnées dans cette section peuvent être confirmées par les bases de données cinématographiques IMDb et Allociné,  présentes dans la section « Liens externes ».
- 1972 : Les Évasions célèbres, épisode Jacqueline de Bavière : l'écuyer.

### Littérature jeunesse
- Les Félins, illustré par Carl Brenders (en), Bruxelles ; Paris, Rossel & cie ; Fleurus, coll. « Animaux en voie de disparition », dirigée par Henri Desclez, 1973 (BNF 35137894) (OCLC 1400640939).

### Écrits
- Greg (interviewé par André Leborgne et Christian Maillet), « Greg - Pour une histoire du Journal Tintin[2] », Ran Tan Plan, no 30,‎ 1974.
- Christian Maillet, « Les jeunes et leurs livres », Le Soir,‎ 4 septembre 1974.
- Policier et fantastique (Entretien) in volume : Le Fantastique d'aujourd'hui. Rencontres internationales de l'abbaye de Forest, Centre international du fantastique, 1982[9].

## Distinction
En 1988, Christian Maillet obtient l'Ève du Théâtre.

## Citation
« Jouer ce n'est pas se projeter, c'est développer une technique. Le comédien est là pour dire le jeu, le hasard, le mensonge : c'est un illusionniste. D'où la nécessité pour lui d'être hypercultivé. »

— Christian Maillet

### Articles
- « Christian Maillet », sur Archives et Musée de la littérature (consulté le 5 septembre 2024).

### Vidéographie
- Christian Maillet présente l'émission Minute Papillon sur la RTBF, en novembre 1982.